# Pseudopachybrachius
Pseudopachybrachius är ett släkte av insekter. Pseudopachybrachius ingår i familjen Rhyparochromidae.
Kladogram enligt Catalogue of Life:
| Pseudopachybrachius | \| \| Pseudopachybrachius basalis \| \| \| \| \| \| Pseudopachybrachius guttus \| \| \| \| \| \| Pseudopachybrachius vinctus \| \| \| \| |
|                     | \| \| Pseudopachybrachius basalis \| \| \| \| \| \| Pseudopachybrachius guttus \| \| \| \| \| \| Pseudopachybrachius vinctus \| \| \| \| |
|                     | Pseudopachybrachius basalis |
|                     | |
|                     | Pseudopachybrachius guttus |
|                     | |
|                     | Pseudopachybrachius vinctus |
|                     | |